# 玉泉街道 (当阳市)
玉泉街道，是中华人民共和国湖北省宜昌市当阳市下辖的一个乡镇级行政单位。

## 行政区划
玉泉街道下辖以下地区：
娘娘庙社区、子龙村、穿心村、玉泉村、岩屋庙村、关陵庙村、雄风村、官道河村、干河村、清溪村、枣林村、三桥村、柳林村、金沙村、焦堤村和百宝寨村。2012年3月22日，当阳市玉泉办事处穿心村更名为合意村.

## 交通
- 焦柳铁路：玉泉寺站